# 55319 Takanashi
55319 Takanashi este o planetă minoră (asteroid), cu un diametru de 8,019 km, din centura de asteroizi. A fost descoperită pe 18 septembrie 2001 la Goodricke-Pigott Observatory⁠(d) de Roy A. Tucker⁠(d) și a fost numită după Yasuharu Takanashi⁠(d). 
Obiectul prezintă o orbită caracterizată de o semiaxă mare de 3,0301902183166 UAi, o excentricitate de 0,09, o înclinație de 6 ° în raport cu ecliptica.